# Henk Kneepkens
Henk Kneepkens (Venlo, 4 juni 1940) is een Nederlands illustrator, kunstschilder en tekenaar van voornamelijk onderwerpen uit de natuur, zoals dieren en planten.
Hij rondt de HBS af in drie jaar en studeerde daarna in Eindhoven aan de Academie voor Industriële Vormgeving (nu Design Academy).
In 1963 begon hij zijn loopbaan als illustrator bij een uitgeverij in Haarlem. Dit was zijn eerste kennismaking met de professionele illustratiewereld. Vanaf de jaren '70 van de twintigste eeuw nam hij freelanceopdrachten aan voor het illustreren van kinder- en jeugdboeken. 
Na zijn vertrek uit Haarlem trouwt hij en vestigt zich samen met zijn vrouw in Deurne, waar hij nog steeds woonachtig is en werkt.

## Werk
Kneepkens laat zich inspireren door symbolen en archetypen uit (natuur)religies, sprookjes en mythen, zoals de boom, het kruis of een rotsformatie.
Hij voorzag talrijke boeken van omslagen en/of illustraties zoals de boeken over Lotje van Jaap ter Haar en meerdere boeken van de bekende kinderboekenschrijver Jacques Vriens zoals Weg uit de Peel.
Kneepkens werkte ook jarenlang als dessinontwerper van bedrukte stoffen voor de Afrikaanse markt. Als kunstschilder maakt hij schilderijen waarin de natuur een grote rol speelt. Hij had  van 2001 tot 2015 zijn atelier in Destat (Deurnese Stichting Ateliers) in Deurne waar hij het gebouw deelde met meerdere kunstenaars.

## Illustraties
- Vanaf 1970 : Tekeningen voor het literair Supplement van Wim Zaal en tekeningen voor tussen de rails.
- 1976: Beekman en Beekman - Toon Kortooms
- 1977: Diederik uit het blik - Christine Nöstlinger
- 1977: Deze Jongeman - T.Kortooms
- 1978: De korkodillenbende - Max v.d. Grun
- 1978: Zon over de Peel - T.Kortooms
- 1979: Kinderboekenweek geschenk De klepel of de klok van Mies Bouhuys
- 1979: Ivanhoe - Sir Walter Scott
- 1982: Was die Buchstaben Erzahlen - Max Kruse
- 1985: Dank u Sinterklaasje - N.O.T.
- 1987: Waarom kwamen de walvissen - Michael Morpurgo
- 1987: Lotje serie - Jaap ter Haar
- 1988: Dik Tromserie - C.Joh. Kievit
- 1991: Toon Kortooms vertelt
- 1991: Aardappels met lawaaisaus - Miek Dorrestein
- 1995: Natuurboek voor kinderen - Bas van Lier
- 1995: Er was eens...- Ernst Jansz / Henk Kneepkens
- 1997: Weg uit de Peel - Jacques Vriens
- 1999: Jij bent een kip - Henk Kneepkens / Jacques Vriens
- 2002: Volksverhalen uit Limburg - J. Stehouwer
- 2003: Mosa - Ton van Reen
- 2003: De bende van de Bokkenrijders - Ton van Reen
- 2003: Het Bomenboek - Dorothé Koolen / Henk Kneepkens
- 2007: Oorlogsgeheimen - Jacques Vriens
- 2009: Weg van de angst - Rom Molemaker
- 2009: overal water - Ineke Mahien
- 2010: Werkt aan een boek met vrije prenten gecombineerd met proza en gedichten.
- 2012: strijd om de kathedraal - Henk Kneepkens / Jacques Vriens

In 2015 werd het boek Jij bent een kip opnieuw uitgegeven, op de laatste bladzijde vertelt Kneepkens hoe dit boek tot stand kwam. 
in 2016 werd het boek smokkelkinderen uitgeven.